# Чинтано
Чинта̀но (на италиански: Cintano; на пиемонтски: Sintan, Синтан) е село и община в Метрополен град Торино, регион Пиемонт, Северна Италия. Разположено е на 646 m надморска височина. Към 1 януари 2020 г. населението на общината е 245 души, от които 24 са чужди граждани.